# Chaján
Chaján é um município da província de Córdova, na Argentina.